# Јеврем Гудовић
Јеврем Гудовић (Лукавац, 1835 — Београд, 5. април 1900) је био српски рударски инжењер и министар.

## Биографија
Родио се у селу Лукавцу, у округу ваљевском. Његов отац, Павле Гудовић, је био писар код проте Матеје Ненадовића од 1827. до 1830. године, а потом срески начелник јасенички у Округу смедеревском, у Паланци (1852).
Основну школу учио је у Рабровици, а гимназију и Велику Школу у Београду. После тога послала га је Српска влада у Немачку на рударске науке. По повратку с наука, служио је најпре у министарству финансије, под којим је онда била и управа земаљских рудника. После је, више година, у Мајданпеку био пуномоћник управников, па онда начелник рударског одељења у министарству финансије.
Гудовић се 1863. оженио Софијом, кћерком Стевче Михаиловића. Имали су синове Стевана, Михаила, Владислава и кћерке Милеву, Василију и Катарину.
Године 1880. Гудовић је ушао у Владу Милана Пироћанца, као министар грађевина, где остаје до 1882. године. Доцније је имао то министарсво и у влади Илије Гарашанина где је остао до 1885. године. Под Гудовићем је почет да се гради Нови краљевски двор, и Прва српска жележница. За његовог другог мандата је пуштен први, свечани воз, на прузи Београд-Ниш.
Изишавши из министарства, Гудовић је добио пензију и живео код своје куће до 5. априла 1900. када је изненада умро.